# HUK-Coburg arena
Die HUK-COBURG arena ist eine Ballsporthalle in der bayerischen Stadt Coburg, Oberfranken. Sie liegt im Norden des Stadtgebietes an der Ausfahrt Coburg der A 73 im Gewerbegebiet Lauterer Höhe.

## Geschichte
Der Bau einer Ballsporthalle im Gewerbegebiet Lauterer Höhe wurde vom Stadtrat am 23. Oktober 2008 beschlossen. Zuvor war dort eine Multifunktionshalle vorgesehen, deren Bau an dieser Stelle durch einen Bürgerentscheid am 22. April 2007 abgelehnt worden war. Stattdessen sprach sich die Mehrheit der Wähler für eine Multifunktionshalle auf dem Schützenanger in der Coburger Stadtmitte aus.
Im Januar 2009 wurde von der Stadt Coburg die Durchführung eines wettbewerblichen Verfahrens eingeleitet, in dessen Rahmen Planung und Bau einer reinen Sporthalle erfolgen sollten. Am 13. Oktober 2009 wurde von der Stadt Coburg mit der Firma Sport StadiaNet GmbH (Düsseldorf) ein Vertrag zur schlüsselfertigen Errichtung der Halle zu einem Festpreis von 15,36 Millionen Euro abgeschlossen. Die Halle sollte bis zum 31. Dezember 2010 fertiggestellt und an die Stadt Coburg übergeben werden. Der Spatenstich für die Halle erfolgte am 1. Dezember 2009.
Aufgrund organisatorischer Probleme beim Generalübernehmer Sport StadiaNet wurde die Halle nicht fristgerecht fertiggestellt. Eine hierfür vorgesehene Vertragsstrafe wurde deshalb fällig und gerichtlich durch das Landgericht Coburg und das Oberlandesgericht Bamberg bestätigt.
Die Eröffnung konnte schließlich am 13. August 2011 erfolgen.
Die Namensrechte für die Halle wurden durch den Stadtrat am 21. Oktober 2010 an die in Coburg ansässige HUK-Coburg Versicherungsgruppe vergeben.

## Streit um die Kosten
Nachdem ursprünglich Kosten von 9,4 Millionen Euro von einem Berater der Stadt im Stadtrat genannt worden und in die Investitionsplanung eingestellt waren, setzte die CSU-Fraktion im Stadtrat angesichts der vertraglichen Festpreisvereinbarung von fast 15,4 Millionen Euro eine Sonderprüfung durch den Bayerischen Kommunalen Prüfungsverband durch. Dessen Prüfung führte zu dem Ergebnis, dass die tatsächlichen Baukosten beim gewählten Baustandard keinesfalls überzogen seien, sondern üblich. Der Stadtrat habe an die architektonische und städtebauliche Gestaltung besondere Ansprüche gestellt. Die Qualitätsanforderungen wurden als vernünftig angesehen. Der Ablauf des Verfahrens unter Einbeziehung der Gremien und der Fraktionen wurde vom Prüfungsverband als mustergültig angesehen.
In der Endabrechnung ergab sich sodann ein tatsächlicher Aufwand von 12,66 Millionen Euro für die Stadt Coburg, da ein Vorsteuerabzug vorgenommen werden konnte und Sport StadiaNet wegen der verspäteten Fertigstellung der Halle eine Vertragsstrafe von 768.000 Euro bezahlen musste.

## Beschreibung
Die Gebäudehülle ist oval. Die Länge der Halle beträgt 92,20 m, ihre Breite 66,80 m und ihre Höhe 14,40 m. Das Spielfeld ist 50 × 30 m groß und durch Trennvorhänge in drei Segmente teilbar. Die Hallenhöhe über dem Spielfeld beläuft sich auf 9,61 m.
Die HUK-COBURG arena bietet Raum für insgesamt 3530 Zuschauer, nämlich 2273 Sitzplätze, 1216 Stehplätze, 6 Presseplätze und 35 Behindertenplätze.

## Hauptnutzer
In der Halle bestreiten der HSC 2000 Coburg seine Heimspiele in der 2. Handball-Bundesliga und der BBC Coburg im Basketball seine Heimspiele in der 2. Basketball-Bundesliga ProB. Bis zur Insolvenz 2016 war die Arena außerdem Heimspielstätte der VSG Coburg/Grub in der 1. Volleyball-Bundesliga und in der zweiten Liga.

## Betreiber, Verwaltung und Bewirtschaftung
Betrieben wird die Halle von der Stadt Coburg als öffentliche Einrichtung. Die Geschäftsführung und die Vergabe der Belegung erfolgt durch das Sportamt der Stadt. Für das Facilitymanagement ist für 15 Jahre der Generalübernehmer zuständig.